# Gioia (rivista)
Gioia è stato un settimanale femminile italiano. Fondato nel 1937, ha cessato le pubblicazioni nel 2018. La rivista si occupava di bellezza, moda e salute. Il pubblico di riferimento erano le donne della classe media che avevano più di trent'anni.

## Storia
Esordì il 7 marzo 1937. Consisteva in 12 pagine, offerte a 40 centesimi. Il primo direttore fu Letizia Vanzetti. L'editore al principio fu una società del Gruppo Gazzetta dello Sport, che pubblicava anche la rivista femminile Rakam.
Nel 1954 il settimanale fu comprato da Edilio Rusconi e Pietro Paolazzi, che avevano costituito la casa editrice "Rusconi e Paolazzi". Gioia rimase per decenni la rivista femminile di Rusconi, in concorrenza con Grazia di Mondadori, Annabella di Rizzoli e Amica del Corriere della Sera. Negli anni settanta la tiratura superava le 400 000 copie.
Nel 1999 il controllo della Rusconi Editore fu rilevato dalla Hachette Filipacchi Médias, a sua volta controllata dal Gruppo Lagardère. Perciò Gioia venne pubblicata dalla Hachette Rusconi.
Nel 2011 Hearst Magazines acquistò a sua volta Gioia dalla Hachette Rusconi; la casa editoriale fu ribattezzata "Hearst Magazines Italia". Nell'ottobre 2012 salì alla direzione Maria Elena Viola.
Dal primo novembre 2018 Gioia ha cessato le pubblicazioni. L'intera redazione si è trasferita ad Elle, che diviene Elle Weekly, con uscita settimanale. Il cambiamento vale anche per il sito internet: gioia.it reindirizza alla sezione di Elle.com in italiano.  La direttrice di Gioia, Maria Elena Viola, guida il 'nuovo' periodico sino al giugno 2021, quando lascia la Hearst Magazine Italia per approdare a Donna Moderna.

## Dati di vendita
Gioia raggiunse la tiratura di 403 246 copie nel 1984. Nel 2007 era scesa intorno alle 197 000 copie. I dati di febbraio 2018, riportati nel Grande libro della Stampa di Prima Comunicazione, segnalarono un totale di 105 350 copie cartacee diffuse (Dato ADS), 49 710 copie digitali, per un totale di 155 059 (totale diffusione).